# Syysjärvi (sjö i Södra Savolax, lat 61,62, long 27,23)
Syysjärvi är en sjö i Finland. Den ligger i kommunen S:t Michel i landskapet Södra Savolax, i den södra delen av landet, 200 km nordost om huvudstaden Helsingfors. Syysjärvi ligger 90,7 meter över havet. Arean är 1,75 kvadratkilometer och strandlinjen är 13,71 kilometer lång. Sjön  ingår i Vuoksens huvudavrinningsområde.   I omgivningarna runt Syysjärvi växer i huvudsak blandskog.
I övrigt finns följande i Syysjärvi:
- Lamposaari (en ö)